# Manuel Pamić
Manuel Pamić (Pula, 20. kolovoza 1986.), hrvatski nogometaš.
Karijeru je započeo u lokalnom klubu NK Žminj. S 18 godina prelazi u Istru 1961. Sjajnim igrama ubrzo je postao standardan član prve postave, te 2006. ostvaruje transfer u Rijeku. U Rijeci postaje standardni član prve postave i jedan od ključnih igrača. 
Vrlo brzo, već sezone 2007./08. zamjećuju ga skauti austrijskog Red Bull Salzburga, te krajem 2007. postaje član salzburške ekipe u kojoj nastupa s kapetanom hrvatske izabrane vrste Nikom Kovačem. Red Bull Salzburg je za njegove usluge Rijeci platio 1 milijun eura. U siječnju 2009. Pamić se pridružio češkoj Sparti iz Praga za odštetu od 2.5 milijuna €. U Sparti ostaje četiri sezone da bi nakon toga karijeru nastavio u talijanskom Chievo iz Verone. U zimskom prijelaznom roku 2014., Sparta posuđuje Pamića u Sienu koja trenutačno nastupa u talijanskoj Serie B. Pred kraj 2014. vraća se u Spartu. Početkom 2015. odlazi na posudbu u talijanski Frosinone. U rujnu 2015. je se vratio u NK Istri nakon devet godina. U Istru se lijevi bočni vratio kao slobodan igrač, a potpisao je na jednu godinu uz mogućnost produženja ugovora.

## Reprezentacija
Nakon što postaje standardan član mlade hrvatske reprezentacije, izbornik hrvatske nogometne reprezentacije Slaven Bilić uputio mu je kao mladom talentu pretpoziv za Europsko prvenstvo u Austriji i Švicarskoj 2008. godine, gdje je Hrvatska dogurala do četvrtfinala. Povremeni je hrvatski reprezentativac. Dok je igrao u Češkoj zvali su ga u češku reprezentaciju, ali je poziv odbio jer mu je želja zaigrati za Hrvatsku. Dosad je igrao samo za mladu reprezentaciju.

## Priznanja

### Klupska
Sparta Prag
- Gambrinus liga (1): 2009./10.
- Češki nogometni superkup (1): 2010.